# Caroline Wang

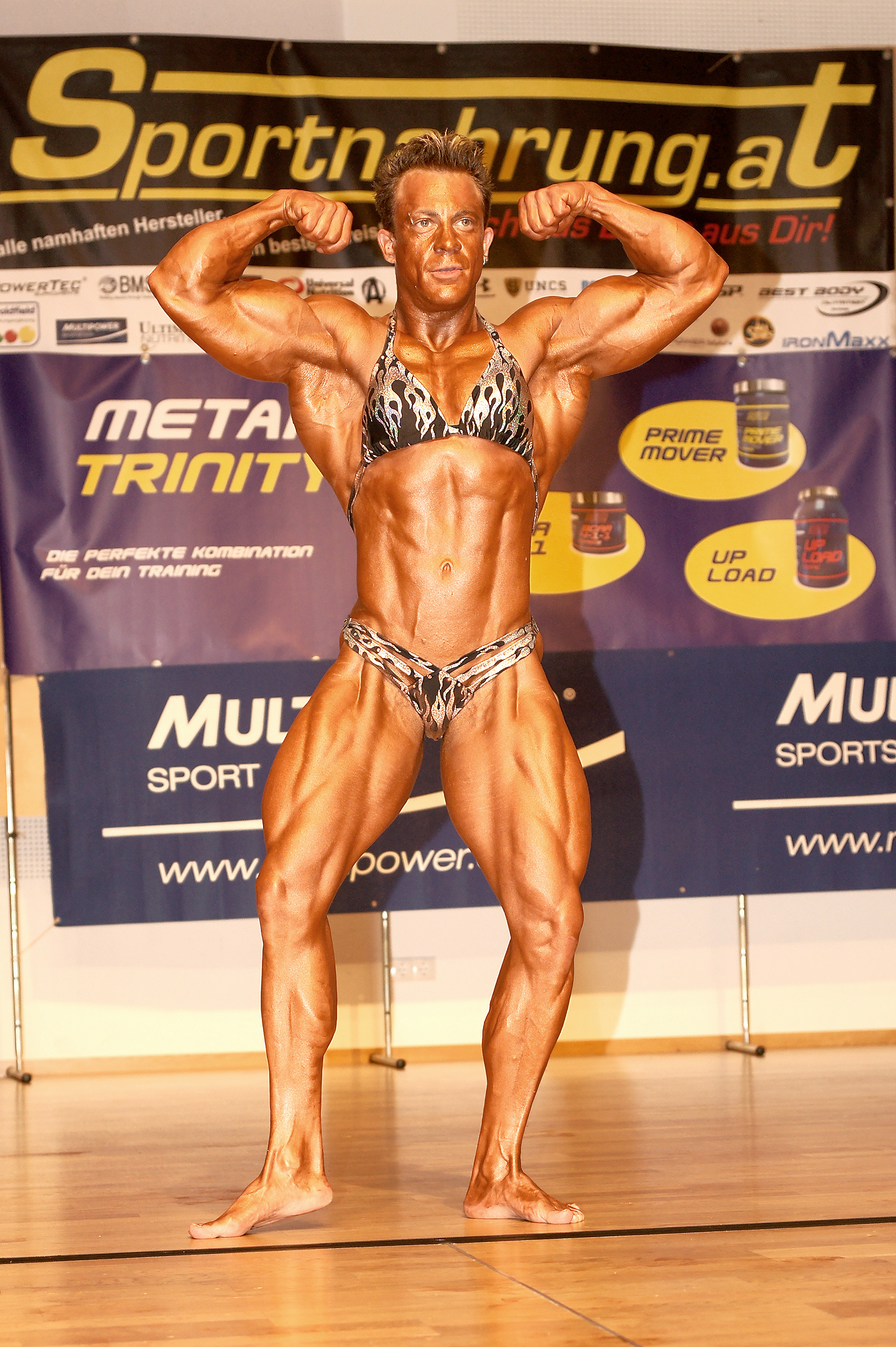
Caroline Wang, 2013

Caroline Wang (* 18. August 1980 in Klagenfurt) ist eine österreichische Bodybuilderin. Neben ihrer Tätigkeit als Bodybuilderin arbeitet sie als Maschinenschlosserin und im Sicherheitsdienst. Sie ist staatlich geprüfter Fitlehrwart mit Bodystyling.

## Leben
Mit dem Sport begann Wang im Jahr 1990 in der Sporthauptschule; im Jahr 1994 begann sie mit dem Kickboxen. Im Jahr 1999 besuchte sie das erste Mal ein Fitnesscenter und entschied sich für das Bodybuilding. Seit 2001 nimmt sie aktiv bei der NABBA an Wettkämpfen teil.

## Wettkampferfolge
- Kickbox, Vize-Landesmeisterin
- 2001: BB-Wettkampferfolge, best gebaute Athletin
- 2002: 2. Platz Österreichische Staatsmeisterschaft
- 2002: 5. Platz beim Team-Wettbewerb mit Martin Hoi Austrian-Giants
- 2002: 3. Platz beim Kreuzheben  in Salzburg
- 2003: 4. Platz beim Team-Wettbewerb mit Christian Gärtner Austrian-Giants
- 2004: Österreichische Staatsmeisterin im Armdrücken
- 2004: 4. Platz beim Team-Wettbewerb Power & Beauty mit den Austrian-Giants
- 2004: 1. Platz Alpen-Adria Cup beim Harley-Treff im Armwrestling
- 2005: 1. Platz beim Kreuzheben 175 kg
- 2005: 1. Platz Österreichische Staatsmeisterin im Bodybuilding
- 2005: 5. Platz EM-Bodybuilding
- 2005: 1. Platz Team-Wettbewerb Österreichische Meisterschaft in Bus-Pulling (in Kufstein)
- 2005: Österreichische Meisterin im Armwrestling
- 2005: 4. Platz beim Team-Wettbewerb Power & Beauty mit den Austrian-Giants
- 2005: 2. Platz Alpen Adria Cup im Armwrestling
- 2006: Vizemeisterin im Armwrestling
- 2006: 1. Platz Österreichische Staatsmeisterin im Bodybuilding
- 2006: Vize-Weltmeisterin im Bodybuilding
- 2007: Staatsmeisterin Bodybuilding
- 2007: 3. Platz Bodybuilding Weltmeisterschaft in Malta
- 2007: 8. Platz Bodybuilding Universe in Southport
- 2009: 1. Platz NABBA Austria Open
- 2009: 9. Platz NABBA Universe 2009 in Southport
- 2010: 1. Platz Internationale Österreichische Meisterschaft
- 2010: 5. Platz Bodybuilding Weltmeisterschaft in Malta
- 2012: 1. Platz Österreichische Staatsmeisterschaft
- 2012: 3. Platz Weltmeisterschaft Dublin
- 2013: 1. Platz NABBA Weltmeisterin in Monte Catini